# Великая зелёная стена
«Великая зелёная стена» (англ. Great Green Wall, фр. Grande Muraille Verte) — проект Африканского союза, направленный на борьбу с опустыниванием земель к югу от пустыни Сахары. Суть проекта состоит в создании полосы древесной растительности, способной сдержать расширение Сахары. Планировалось, что эта полоса протянется от Сенегала до Джибути (то есть от Атлантического океана до Красного моря), будет иметь ширину около 15 км и длину 7775 км, но программа расширилась и охватила страны как Северной, так и Западной Африки. Позже было принято мнение, что границы пустынь меняются в зависимости от изменений количества осадков.
Текущая цель проекта — восстановить 100 миллионов гектар деградированных земель и переработать 250 миллионов тонн углекислого газа, а также создать 10 миллионов рабочих мест к 2030 году. Проект является реакцией на деградацию природных ресурсов и засухи в сельских районах. Он направлен на помощь сообществам в смягчении и адаптации к изменению климата, а также на повышение уровня продовольственной безопасности. По прогнозам население Сахеля удвоится к 2039 году, поэтому важно поддерживать производство продовольствия и обеспечивать защиту окружающей среды в этом регионе.
В 2012 году в проекте участвовали 11 африканских государств, в 2019 году — уже 21 государство. Если проект будет реализован, то его результаты будут хорошо заметны из космоса.

## История проекта
Прообразом проекта «Великая зелёная стена» можно считать деятельность «африканского Че Гевары» Томаса Санкары (1949—1987), который занимался борьбой с опустыниванием земель в своей стране в период нахождения на должности президента Буркина-Фасо в 1983—1987 годах (за годы его президентства были высажены 10 миллионов деревьев, остановивших расползание песков Сахары на юг).
В 1950-х годах британский исследователь Ричард Сент-Барб Бейкер совершил экспедицию в Сахару. Во время экспедиции протяженностью 40000 километров Бейкер предложил «Зеленый фронт» — буфер из деревьев для сдерживания расширяющейся пустыни глубиной 50 километров.
Эта идея вновь возникла в 2002 году на специальном саммите в Нджамене, столице Чада, по случаю Всемирного дня борьбы с опустыниванием и засухой. Он был одобрен Конференцией лидеров и глав государств-членов Сообщества государств Сахеля и Сахары (CEN-SAD) во время их седьмой очередной сессии, состоявшейся в Уагадугу, столице Буркина-Фасо, 1-2 июня 2005 года.
В июле 2005 года Африканский союз поддержал проект Great Green Wall как «Инициатива по созданию Великой зелёной стены для Сахары и Сахеля» (GGWSSI).
Уроки, извлечённые из проектов «Алжирская зелёная плотина» и «Зелёная китайская стена» привели к комплексному мультисекторальному подходу. Страны Буркина-Фасо, Джибути, Эритрея, Эфиопия, Мали, Мавритания, Нигер, Нигерия, Сенегал, Судан и Чад впоследствии создали Панафриканское агентство Великой зеленой стены (PAGGW).
Согласованная региональная стратегия была принята в сентябре 2012 года на Африканской конференции министров окружающей среды (AMCEN). По данным AMCEN, «Великая зеленая стена» является флагманской программой, которая будет способствовать достижению цели Конференции Организации Объединенных Наций по устойчивому развитию (РИО+20) — «мир, не подверженный к деградации земель».
В 2014 году Европейский союз и Продовольственная и сельскохозяйственная организация Объединенных Наций в сотрудничестве с африканскими и другими региональными партнерами запустили программу по борьбе с опустыниванием, основанную на GGWSSI. Нигерия создала временное агентство для поддержки развития проекта.
С 2014 года экологичная поисковая система Ecosia начинает сотрудничать с местным населением Буркина-Фасо, а с 2017 года продолжила кампанию в Эфиопии, а в 2018 году — в Сенегале. По данным Ecosia на 2024 год, в Буркина-Фасо посажено более 33,3 миллиона деревьев и восстановлено 14 тысяч гектаров; в Сенегале было посажено более 17,2 миллиона деревьев, восстановлено более 5900 гектаров; в Эфиопии было восстановлено более 3800 гектаров и посажено 18,8 миллиона деревьев.
Неделя мониторинга засушливых территорий в 2015 году оценила состояние районов, страдающих от засухи, и инициировала расширение сотрудничества в целях широкомасштабного комплексного мониторинга.
За этим последовало планирование (включая выбор растительности и работу с местным населением) и посадки деревьев (в том числе в Эфиопии, Сенегале, Нигерии и Судане).
В 2016 году в 21 стране были осуществлены проекты, связанные с Great Green Wall, включая естественное возобновление, поддерживаемое фермерами.
На саммите One Planet Summit в Париже в январе 2021 года запущен механизм по ускорению реализации программы «Великая зелёная стена» для укрепления, координации и отслеживания стадий проекта, принято решение о новом финансировании в размере 14,3 миллиардов долларов на 2021—2025 годы. По состоянию на март 2023 года было освоено 2,5 миллиарда долларов.

## Ключевые результаты
Общая площадь проекта «Великая зеленая стена» составляет 156 миллионов гектаров, при этом крупнейшие площади расположены в Нигере, Мали, Эфиопии и Эритрее. С 2007 года достигнут большой прогресс в восстановлении сахельских земель.
Буркина-Фасо:
Восстановление голых земель было успешно проведено в Буркина-Фасо, хотя из-за террористической деятельности безопасность там является проблемой.
- Произведено 16,6 миллиона растений и саженцев
- Восстановлено 29602 гектара земли
- Создано 45383 рабочих места

Эфиопия:
Зона деятельности проекта в Эфиопии распространяется от Судана на северо-западе до Джибути, охватывая 58 административных округов в трех штатах.
- Произведено более 5 миллиардов растений и семян
- Всего восстановлено 1 миллион гектаров земли
- Создано 218405 рабочих мест

Нигерия:
Один из ключевых компонентов программы «Великая зеленая стена» в Нигерии — создание 1359-километровой непрерывной лесо- и ветрозащитной полосы от штата Кебби на северо-западе до штата Борно на северо-востоке.
- Выращено 7,6 миллиона растений
- Создано 2801 гектар лесовосстановительных земель
- Создано 1396 рабочих мест

Сенегал:
Длина маршрута «Великая зеленая стена» в Сенегале составляет 545 километров, а площадь — 817500 гектаров, общая территория охватывает три административных района, пять департаментов и 16 муниципалитетов. Цель состоит в восстановлении основ продовольственной и энергетической безопасности.
- 72452 гектара засажено лесами
- Создано 13 2050 км ветрозащитных полос.
- Всего восстановлено 850000 гектаров земли
- Вовлечено 322221 человек

Судан:
Инициатива «Великая зеленая стена» в Судане, простирается на 1520 километров в длину (и 15 километров в ширину) с запада на восток и охватывает территорию площадью 22800 км².
- Выращено 1,9 миллиона растений и саженцев
- Восстановлено 85000 гектаров земли[26].

## Цель проекта
Цель создания этого растительного барьера — защита почв от эрозии и опустынивания.
Лесополоса должна связать Дакар на Атлантическом побережье Африки с городом Джибути на берегу Красного моря. Она пройдёт по территории Сенегала, Мавритании, Мали, Буркина-Фасо, Нигера, Нигерии, Чада, Судана, Эритреи, Эфиопии, Джибути и Сомали.
Координацией работ по созданию «Великой зелёной стены» занимается Сенегал. Одной из целей проекта является также существенный рост местных доходов. В июне 2010 года Глобальный экологический фонд, объединяющий 182 государства, объявил о выделении Great Green Wall 119 миллионов долларов.
Глобальной конечной целью проекта является восстановление 100 миллионов гектар деградировавших земель, поглощение не менее 250 млн тонн CO2 из атмосферы и создание 10 миллионов рабочих мест в сельских районах Африки к 2030 году. Помимо этого проект вносит большой вклад в достижение Целей устойчивого развития ООН до 2030 года — 17 целей, поставленные мировыми лидерами, направленные на борьбу с нищетой, защиту климата и содействие процветанию и благополучию жителей планеты.

## Используемые виды растений

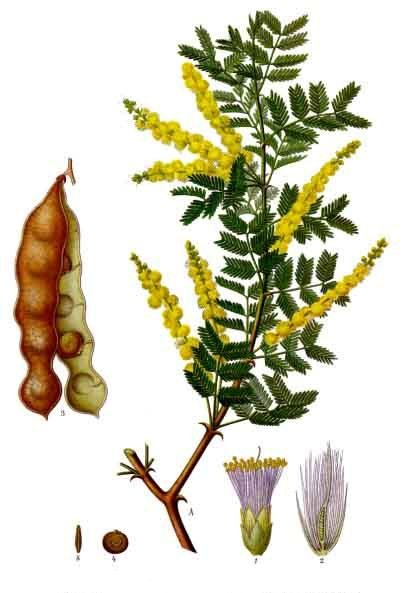
Акация сенегальская — один из видов растений, которые планируются использовать для реализации проекта «Великая зелёная стена».

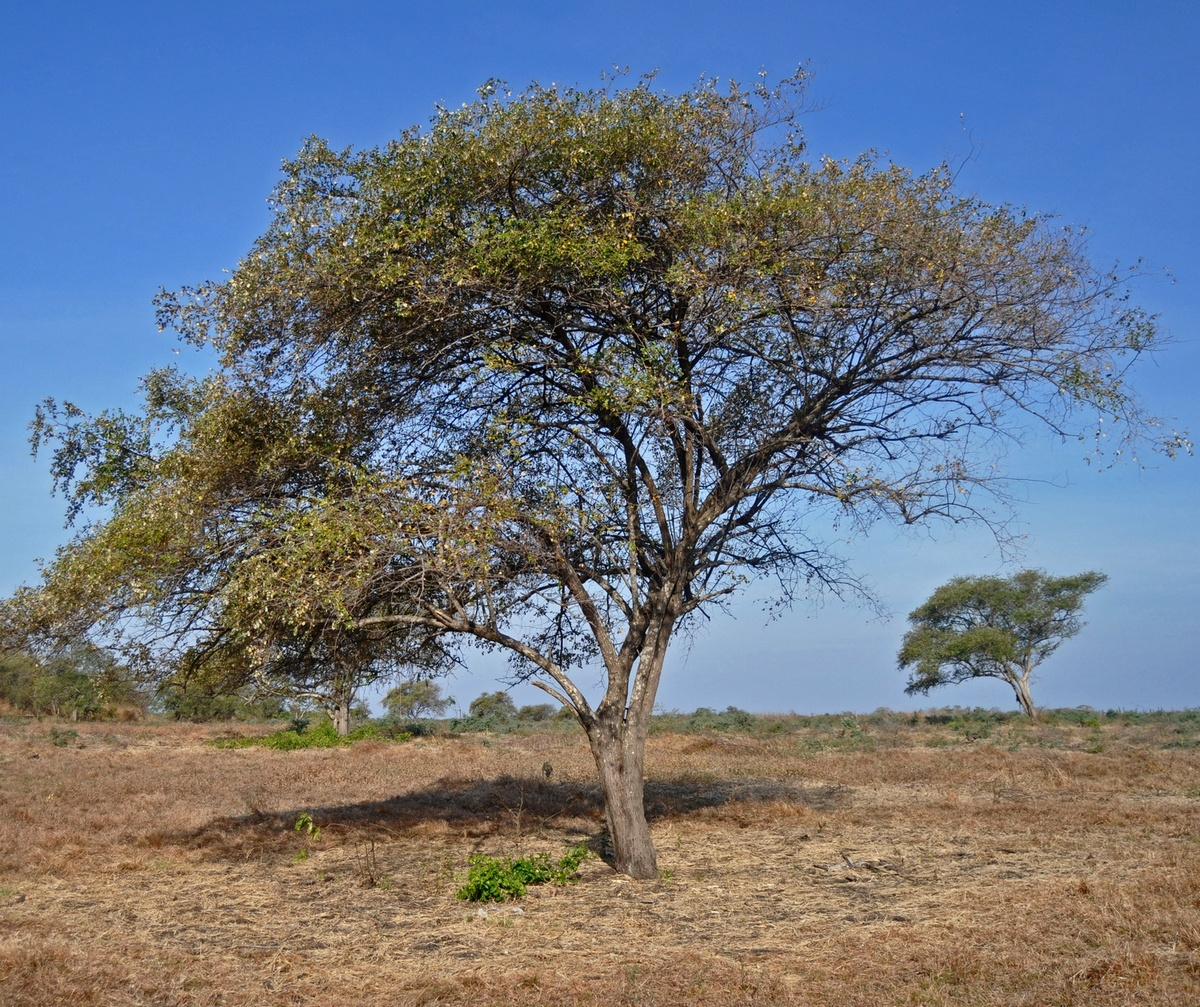
Ещё одно растение, которое планируется использовать в проекте — Зизифус мавританский (Ziziphus mauritiana), вид из Юго-Восточной Азии, натурализовавшийся в Центральной Африке

Для реализации проекта специалистами было отобрано 37 видов (по данным на середину 2010 года). Большая их часть — местные деревья, способные нормально развиваться в условиях засушливого климата при количестве осадков от 100 до 400 миллиметров в год.
Примерный перечень видов, которые планируется использовать для реализации проекта (авторство названий указано в соответствии с информацией базы данных The Plant List):
- Acacia ehrenbergiana Hayne [syn.  Acacia flava (Forssk.) Schweinf.]
- Acacia gerrardii Benth. [syn.  Acacia hebecladoides Hams.][~ 1]
- Acacia laeta R.Br. ex Benth.
- Acacia mellifera (M.Vahl) Benth.
- Acacia nilotica — Акация нильская (различные инфравидовые таксоны этого вида)
- Acacia senegal (L.) Willd. — Акация сенегальская
- Acacia seyal Delile [syn.  Acacia stenocarpa Hochst. ex A.Rich.]
- Acacia tortilis (Forssk.) Hayne — Акация кручёная / Acacia tortilis subsp. raddiana (Savi) Brenan [syn.  Acacia raddiana Savi]
- Balanites aegyptiaca (L.) Delile — Баланитес египетский
- Boscia angustifolia A.Rich. — Босция узколистная
- Boscia salicifolia Oliv. — Босция иволистная
- Boscia senegalensis Lam. — Босция сенегальская
- Cadaba farinosa Forssk.
- Cadaba glandulosa Forssk.
- Calotropis procera (Ait.) W.T.Aiton — Калотропис высокий[~ 2]
- Capparis decidua (Forssk.) Edgew.
- Capparis oblongifolia Forssk. [syn.  Maerua oblongifolia (Forssk.) A.Rich.][~ 3]
- Combretum aculeatum Vent.
- Commiphora africana (A.Rich.) Engl.
- Commiphora quadricincta Schweinf.
- Cordia sinensis Lam. [syn.  Cordia gharaf (Forssk.) Ehrenb. ex Asch.]
- Ficus cordata subsp. salicifolia (Vahl) C.C.Berg [syn.  Ficus salicifolia Vahl — Фикус иволистный]
- Ficus ingens (Miq.) Miq.
- Grewia damine Gaertn. [syn.  Grewia bicolor Juss.]
- Grewia tenax (Forssk.) Fiori
- Grewia villosa Willd. — Гревия мохнатая
- Leptadenia pyrotechnica (Forssk.) Decne. [syn.  Leptadenia spartium Wright.]
- Maerua aethiopica (Fenzl) Oliv.
- Maerua angolensis DC.
- Maerua crassifolia Forssk.
- Rhus oxyacantha Schousb. ex Cav.
- Salvadora persica L. — Сальвадора персидская
- Tamarix aphylla (L.) H.Karst. — Тамариск безлистный
- Tamarix senegalensis DC. / Tamarix gallica L. — Гребенщик французский
- Ziziphus mauritiana Lam. — Зизифус мавританский
- Ziziphus nummularia (Burm.f.) Wight & Arn.

| |  |  |
| Растения, которые планируется использовать для реализации проекта «Великая зелёная стена». Слева направо: Калотропис высокий (Calotropis procera), Баланитес египетский (Balanites aegyptiaca), Акация нильская (Acacia nilotica) |  |  |

## Риски проекта
Несмотря на высокие цели, в строительстве «Великой зелёной стены» не было достигнуто большого прогресса. На сегодняшний день восстановлено около 18 млн гектаров деградировавших земель, это всего лишь 18 % от общей цели. Получение необходимых 33 млрд долларов для полного финансирования проекта столкнулось с невыполненными обещаниями, серьёзными задержками и плохой координацией между заинтересованными сторонами и финансовыми партнерами.
По состоянию на 2023 год сообщалось, что проект находится под угрозой краха из-за недостаточного финансирования, террористических угроз и отсутствия политического руководства. По словам экологического активиста из Нигера Иссы Гарба, страны Сахеля на Great Green Wall не выделяют расходов из своих бюджетов и ждут денег от Африканского союза, ЕС и прочих внешних организаций, поэтому на фоне стагнации всё больше голосов призывают отказаться от проекта.
Есть сложности с мониторингом прогресса и прочие проблемы: продолжающаяся гражданская война в Судане, а также пустынная саранча, угрожающая новым посадкам.

## Комментарии
1. ↑  В исходном тексте указано название Acacia hebecladoides Hams.
2. ↑  Авторство названия таксона указано согласно исходному тексту, а также в соответствии с информацией из International Plant Names Index. В базе данных The Plant List указано иное авторство названия: Calotropis procera (Aiton) Dryand.
3. ↑  В исходном тексте — явная ошибка: указано отсутствующее в основных базах данных название Maerua oblongiflora A.Rich.